# Ados Pilota
El Club Deportivo Ados Pilota es el primer club profesional de pelota vasca femenina creado por las pelotaris Maite Ruiz de Larramendi e Iera Agirre Iturriaga en mayo de 2021, aunque no la primera organización, pues en 2019 se registró en la localidad guipuzcoana de Azcoitia la Emakume Pilotarien Elkartea (en euskera: Asociación de Mujeres Pelotaris), una organización que intenta también estructurar las competiciones femeninas de este deporte y que cuenta con 80 asociadas.
El club fue presentado en Leiza (Navarra, España) en mayo de 2021 como una manera de estructurar la pelota femenina profesionalmente, ya que muchas jugadoras de mano acababan pasando a pala ante la nula posibilidad de crecimiento profesional en mano.
El 4 de junio de 2021 empezó el primer torneo promovido por el club, el Plazaz-Plaza, en el que participaron las profesionales Ane Mendiburu, Laia Salsamendi y Uxue Osés. El torneo contó con patrocinio de Eusko Label (Indicación Geográfica del País Vasco, que permitió alargarlo y, como gesto simbólico, las participantes jugaban anotadas con nombre y el apellido materno.
En septiembre de 2021 comenzaron la escuela del club. El mismo año, recibieron propuestas de crear y organizar campeonatos femeninos de mano para televisar a través de EiTB con patrocinio de Laboral Kutxa, patrocinadores de la Emakume Master Cup, competición de pelota mixta ganada por Maite Ruiz de Larramendi e Iera Agirre Iturriaga en 2021.
Aun con esta acogida, en 2022 las fundadoras del club dijeron sentir que «se está empezando la casa por el tejado» y que a la mano femenina le haría falta tiempo para profesionalizarse. Para este momento, el club contaba con 10 pelotaris profesionales y otras 24 en la escuela.
En 2022 repitieron el torneo Plazaz-Plaza añadiendo el patrocinador Magnesitas Navarras y contando con 16 participantes.
También comenzaron a organizar un torneo por parejas propio del club con el que dar promoción a las pelotaris y mantener competiciones cuya participación y premios mejorasen las posibilidades de vivir profesionalmente de este deporte.
En 2025, el Torneo de Parejas se mantuvo con cambios para funcionar como homenaje a Naroa Elizalde Etxekolonea, una de las pelotaris fundadoras del club, que falleció el 26 de febrero de 2025. La cita tendría lugar en Aoiz la tarde del 28 de febrero de 2025.

## Pelotaris fundadoras
En el siguiente cuadro se muestra el plantel fundador del club.
| Pelotari                        | Edad (a 24/05/2021) | Altura | Peso | Lugar de Nacimiento      |
| ------------------------------- | ------------------- | ------ | ---- | ------------------------ |
| Delanteras                      |                     |        |      |                          |
| Andrea Aldaregia                |                     |        |      | Imoz, Navarra            |
| Amaia Aldai Gonçalves           | 21 años             |        |      | Dima, Vizcaya            |
| Eneritz Arrieta                 |                     |        |      | Azcoitia, Guipúzcoa      |
| Olatz Arrizabalaga              | 24 años             |        |      | Guernica y Luno, Vizcaya |
| Irantzu Etxebeste               |                     |        |      | Vera de Bidasoa, Navarra |
| Ainhoa Ruiz de Infante Kortazar |                     |        |      | Ochandiano, Vizcaya      |
| Iera Agirre Iturriaga           | 34 años             |        |      | Leiza, Navarra           |
| Zagueras                        |                     |        |      |                          |
| Naroa Agirre                    | 18 años             |        |      | Cestona, Guipúzcoa       |
| Gentzane Aldai Calonge          | 27 años             |        |      | Orozco, Vizcaya          |
| Naroa Elizalde Etxekolonea      | 24 años             |        |      | Zubieta, Navarra         |
| Oihana Orbegozo                 | 35 años             |        |      | Azpeitia, Guipúzcoa      |
| Maite Ruiz de Larramendi Mujica | 47 años             |        |      | Eulate, Navarra          |
| Olatz Ruiz de Larramendi        |                     |        |      | Eulate, Navarra          |